# Thomas Jung (Soziologe)
Thomas Jung (* 1946) ist ein deutscher Kultursoziologe und Kulturphilosoph.

## Leben
Jung studierte an der Philipps-Universität Marburg und war wissenschaftlicher Mitarbeiter in der Forschungsstelle »Intellektuellensoziologie« der Universität Oldenburg (heute Carl von Ossietzky Universität Oldenburg). Neben der Realisierung wissenschaftlicher Projekte am Institut für Soziologie, hielt Thomas Jung diverse Vorträge u. a. im Oldenburger Kunstverein.
Seit 1986 erschienen mehrere wissenschaftlicher und kultursoziologischer Schriften u. a. im Transcript Verlag, Suhrkamp Verlag, Luchterhand Literaturverlag sowie im sine causa Verlag. Heute ist Thomas Jung als freier Autor tätig.

## Ausgewählte Schriften
- Vom Verlassen des Planeten Erde. In: Dietmar Kamper, Ulrich Sonnemann (Hrsg.): Atlantis zum Beispiel (= Sammlung Luchterhand. Band 657). Originalausgabe. Luchterhand Verlag, Darmstadt/Neuwied 1986, ISBN 3-472-61657-1.
- als Hrsg. mit Stefan Müller-Doohm: „Wirklichkeit“ im Deutungsprozeß. Verstehen und Methoden in den Kultur- und Sozialwissenschaften. Suhrkamp Verlag, Frankfurt am Main 1993, ISBN 3-518-28648-X.
- als Hrsg. mit Stefan Müller-Doohm: „Fliegende Fische“. Eine Soziologie des Intellektuellen in 20 Porträts (= Fischer. Band 18146). Fischer Taschenbuch Verlag, Frankfurt am Main 2009, ISBN 978-3-596-18146-9.
- Die Seinsgebundenheit des Denkens. Karl Mannheim und die Grundierung einer Denksoziologie. transcript Verlag, Bielefeld 2015, ISBN 978-3-89942-636-6 (321 S.).
- De Vita Solitaria. Eine kurze Geschichte der Einsamkeit. sine causa Verlag, Berlin 2018, ISBN 978-3-945371-04-6 (172 S.).
- Die Weltfremden. Exkursionen zum Typus des Einzelgängers. sine causa Verlag, Berlin 2019, ISBN 978-3-945371-08-4 (140 S.).
- Homo Viator. Vom Gehen und von den Gehenden. sine causa Verlag, Berlin 2020, ISBN 978-3-945371-09-1 (146 S.).
- Die Farben der Nacht oder der dunkle „Blütenschimmer“ der poetischen Nacht. sine causa, Berlin 2021, ISBN 978-3-945371-12-1 (109 S.).
- Die Einheit in der Zweisamkeit. Zur Geschichte der Liebe. sine causa Verlag, Berlin 2021, ISBN 978-3-945371-13-8 (130 S.).
- „Anschauung des Unendlichen“. Caspar David Friedrich – Friedrich Schleiermacher. Eine kunstwissenschaftliche Interpretationsstudie. sine causa Verlag, Berlin 2022, ISBN 978-3-945371-16-9 (125 S.).